# Terho Koskela
Terho Koskela, född 23 december 1964 i Salla, Finland, är en svensk före detta ishockeyspelare som växte upp i Olofström i Blekinge. Började sin hockeybana i Olofström IK i Division II. 1987 flyttade han till Göteborg och Västra Frölunda HC. Koskela var från början back men skolades om till forward av Conny Evensson som då tränade Frölunda. Det visade sig vara ett bra drag, Koskela lyckades väl som forward vann t.o.m. den interna skytteligan en av säsongerna. Koskela spelade även landskamper med Tre Kronor.